# Catedral de Nuestra Señora del Monte Líbano y San Pedro (Los Ángeles)
La catedral de Nuestra Señora del Monte Líbano y San Pedro  (en inglés: Our Lady of Mt. Lebanon-St. Peter Cathedral ) Es una catedral católica de rito maronita situada en Los Ángeles, California, Estados Unidos. Es la sede de la eparquía de Nuestra Señora del Líbano de Los Ángeles (Eparchia Dominae Nostrae Libanensis in civitate Angelorum in California Maronitarum) junto con la Catedral de San Raimundo en San Luis, Misuri.
Monseñor Joseph Daher organizó a los católicos maronitas en una parroquia en 1923 llamada Nuestra Señora del Monte Líbano. La misa fue celebrada en una casa en las avenidas de Warren y de Brooklyn que fue comprada por la congregación. El Padre Paul Meouchi se convirtió en párroco en 1926 y tenía una iglesia, pasillo y rectoría construida en la propiedad. Fue elegido obispo maronita de Tiro en 1934 antes de convertirse en patriarca de Antioquía, cardenal y jefe de la Iglesia maronita que está en plena comunión con el papa.
El Padre John Chedid se convirtió en párroco en 1956. En la década de 1960 se necesitaba un nuevo edificio para la iglesia. El 2 de agosto de 1966, la parroquia decidió aceptar la oferta de la iglesia católica de San Pedro, en la frontera con Beverly Hills y Hollywood, que había sido hecha por el cardenal James Francis McIntyre de la Arquidiócesis de Los Ángeles. En 1969 se completó una sala parroquial.
La Eparquía de Nuestra Señora del Líbano de Los Ángeles fue creada por el Papa Juan Pablo II el 23 de junio de 1994, y Nuestra Señora del Monte Líbano y San Pedro fue elegida para servir de catedral.